# Lamprinodes saginatus
Lamprinodes saginatus är en skalbaggsart som först beskrevs av Johann Ludwig Christian Gravenhorst 1806.  Lamprinodes saginatus ingår i släktet Lamprinodes, och familjen kortvingar. Arten är reproducerande i Sverige.